# Tomari (Hokkaido)
Tomari (jap. 泊村 Tomari-mura) – wieś w Japonii, w prefekturze Hokkaido, w podprefekturze Shiribeshi. Według danych na rok 2020 miejscowość zamieszkiwało 1 356 mieszkańców , a gęstość zaludnienia wyniosła 19,1 os./km².